# Zbigniew Marczyk

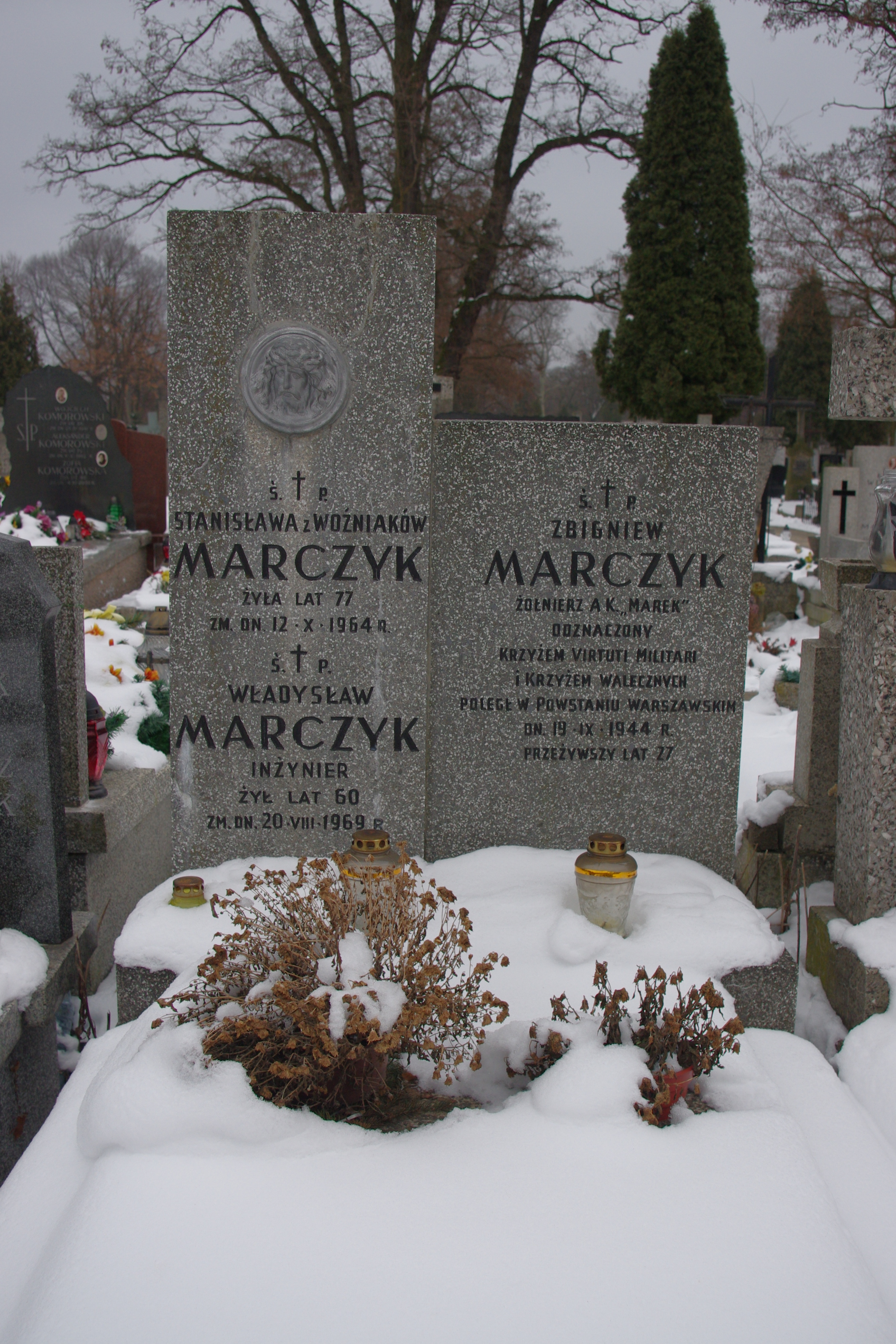
Grób Zbigniewa Marczyka ps. Marek na cmentarzu Bródnowskim w Warszawie

Zbigniew Marczyk ps. Marek (ur. 14 sierpnia 1917, zm. 17 lub 19 września 1944) – żołnierz AK, kawaler Virtuti Militari i Krzyża Walecznych.

## Życiorys
Był absolwentem IV promocji Szkoły Podchorążych Lotnictwa – Grupa Techniczna w Warszawie. 13 września został mianowany na stopień podporucznika ze starszeństwem z 1 września 1939 w korpusie oficerów lotnictwa, grupa techniczna. Po kampanii wrześniowej został aresztowany przez NKWD przy próbie przekroczenia granicy rumuńskiej i osadzony w więzieniu. Uwolniony po ataku Niemiec na ZSRR. W lipcu 1941 wrócił do Warszawy. Został przyjęty do ZWZ, a później Armii Krajowej i wyznaczony na stanowisko delegata Komendy Głównej AK do odbioru zrzutów w Okręgu Warszawskim. 
W momencie wybuchu powstania warszawskiego był porucznikiem lotnictwa. W powstaniu walczył w ramach Zgrupowania „Radosław” – Batalion „Czata 49”, na terenie Woli, Starego Miasta, skąd przedostał się kanałami do Śródmieścia, następnie walczył na Górnym Czerniakowie. 15 września przeprawił się z Czerniakowa na Saską Kępę jako oficer łącznikowy ppłk. Jana Mazurkiewicza „Radosława”. Ciężko ranny wrócił na Czerniaków z pierwszym rzutem przeprawy pododdziałów 9 pułku piechoty. Poległ 19 września 1944 prowadząc kontratak resztek plutonu „Jędrasów” na ulicy Wilanowskiej. Jego zwłoki zostały ujawnione w leju po bombie przy ul. Solec 51.
Pochowany na cmentarzu Bródnowskim w Warszawie (kwatera 84B-2-4).